# Richwood (Luisiana)
Richwood es un pueblo ubicado en la parroquia de Ouachita en el estado estadounidense de Luisiana. En el Censo de 2010 tenía una población de 3392 habitantes y una densidad poblacional de 513,99 personas por km².

## Geografía
Richwood se encuentra ubicado en las coordenadas 32°26′56″N 92°4′38″O / 32.44889, -92.07722. Según la Oficina del Censo de los Estados Unidos, Richwood tiene una superficie total de 6,6 km², de la cual 6,6 km² corresponden a tierra firme y (0%) 0 km² es agua.

## Demografía
Según el censo de 2010, había 3392 personas residiendo en Richwood. La densidad de población era de 513,99 hab./km². De los 3392 habitantes, Richwood estaba compuesto por el 17,66% blancos, el 81,37% eran afroamericanos, el 0% eran amerindios, el 0,15% eran asiáticos, el 0% eran isleños del Pacífico, el 0,29% eran de otras razas y el 0,53% pertenecían a dos o más razas. Del total de la población el 1,42% eran hispanos o latinos de cualquier raza.